# Aisén (região)
| XI Región de Aisén del General Carlos Ibáñez del Campo     |                                                                     |
|                                                            |                                                                     |
| Brasão                                                     | Bandeira                                                            |
| Localização no Chile                                       |                                                                     |
| Localização da Aisén (região)                              |                                                                     |
| Dados                                                      |                                                                     |
| Capital • População • Coordenadas                          | Coihaique 44.850 (2002) 45°34′12″S, 72°3′58″O                       |
| Intendente • Províncias                                    | Silvia Moreno González Aisén Coihaique General Carrera Capitán Prat |
| Superfície • Total • % nacional • % agua Fronteiras Costas | 3º posição 108.494,4 km² n/d                                        |
| População • Total • Densidade                              | 15º posição 100.417 (est. 2006) 0,93 hab./km²                       |
| PIB (PPC) • Total • PIB per capita                         | US$ 1.200 milhões (0,71%) US$ 11.954                                |
| Congressistas • Senado • Câmara dos Dep.                   | 2 senadores 2 deputados                                             |
| Códigos telefônicos                                        | +56-67                                                              |
| Código ISO                                                 | CL-AI                                                               |
| Governo Regional de Aisén                                  |                                                                     |

Aisén del General Carlos Ibáñez del Campo é uma das 16 regiões do Chile. Sua capital é a cidade de Coihaique. É conhecida também como "Décima Primeira Região".
A Região de Aisén é banhada a oeste pelo Oceano Pacífico e faz divisa a leste com a  Argentina, ao norte com a Região de Los Lagos e ao sul com a Região de Magalhães e Antártica Chilena.

## Divisão político-administrativa da Região de Aisén
A Região de Aisén, para efeitos de governo e administração interior, se divide em 4 províncias:
| Província       | Área em km2 | População | Capital      |
| --------------- | ----------- | --------- | ------------ |
| Aisén           | 51 045,2    | 29 631    | Puerto Aisén |
| Coihaique       | 6 454,5     | 51 503    | Coihaique    |
| General Carrera | 12 406,5    | 6 921     | Chile Chico  |
| Capitán Prat    | 37 247,2    | 3 837     | Cochrane     |

Para fins de administração local, as províncias estão divididas em 10 comunas.
|                 |              |                |
| Província       | Capital      | Comuna         |
| Aisén           | Puerto Aisén | 1 Aisén        |
|                 |              | 2 Cisnes       |
|                 |              | 3 Guaitecas    |
| Capitán Prat    | Cochrane     | 4 Cochrane     |
|                 |              | 5 O'Higgins    |
|                 |              | 6 Tortel       |
| Coihaique       | Coihaique    | 7 Coihaique    |
|                 |              | 8 Lago Verde   |
| General Carrera | Chile Chico  | 9 Río Ibáñez   |
|                 |              | 10 Chile Chico |